# Beaumont-sur-Oise
Beaumont-sur-Oise ist eine französische Gemeinde mit 9931 Einwohnern (Stand 1. Januar 2022) im Département Val-d’Oise in der Region Île-de-France; sie gehört zum Arrondissement Pontoise und zum Kanton L’Isle-Adam. Sie bildet zusammen mit Bernes-sur-Oise, Chambly (Oise), Mours, Persan und Ronquerolles die Unité urbaine de Persan - Beaumont-sur-Oise. Die Stadt liegt 30 Kilometer nördlich von Paris zwischen dem Tal der Oise und dem Wald von Carnelle.
Nachbargemeinden sind: Persan, Bruyères-sur-Oise, Noisy-sur-Oise, Presles, Nointel und Mours.

## Geschichte
Der Name stammt vom Lateinischen bellus, schön, und mons, Berg, sowie dem Fluss, an dem der Ort liegt. Beaumont ist seit dem 1. Jahrhundert nach Christus ein urbanes Zentrum an einer Straßenkreuzung. Im Mittelalter entwickelte sich der Ort um eine karolingische Kirche, die an einer Stelle gebaut worden war, an der zuvor ein römisches Kastell stand. Sie war das Zentrum der Grafschaft Beaumont-sur-Oise.
Im Vorfeld der Französischen Revolution war der Getreidemarkt von Beaumont am 27. April 1775 der Ausgangspunkt des sogenannten "Mehlkriegs", als eine Menschenmenge sich über die hohen Korn-, Mehl- und Brotpreise empörte und schließlich den Markt plünderte. Die Unruhen griffen schnell um sich und erreichten auch die Vororte von Paris.
Der Fundplatz Basses Coutures bei Beaumont-sur-Oise wurde 2011 bei der Sondierung eines Baugebietes entdeckt und ausgegraben.

## Bevölkerungsentwicklung
- 1962: 6778
- 1968: 7315
- 1975: 8008
- 1982: 8004
- 1990: 8151
- 1999: 8390
- 2006: 8776
- 2011: 9228
- 2018: 9555

## Sehenswürdigkeiten

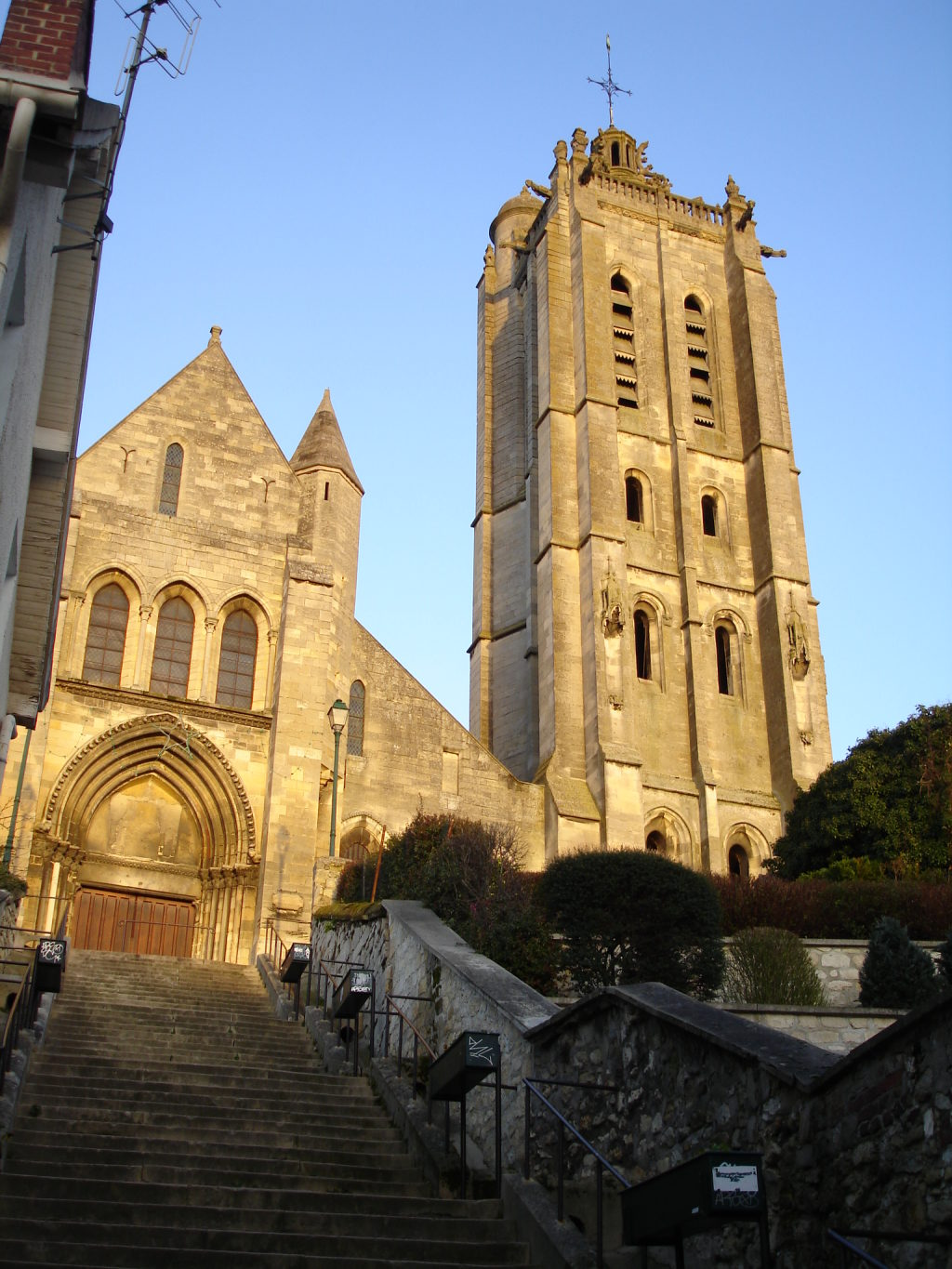
Kirche Saint-Laurent

- Die Kirche Saint-Laurent aus dem 12. Jahrhundert (Basis des kleinen Turms und der Chor) bzw. der Renaissance (Turm)
- Die ehemalige Burg, eine der wichtigsten des Oise-Tals
- Das Hôtel du Croissant ist eine ehemalige Poststation an der Strecke Paris-Beauvais (Monument historique)
- Ein Haus aus dem 16. Jahrhundert in der Nr. 8, rue Albert I.
- Cinéma Le Palace (Monument historique)

## Persönlichkeiten
- Mohamed-Amine Bouchenna (* 2006), französisch-marokkanischer Fußballspieler
- Sébastien Charlier (* 1971), französischer Jazz- und Unterhaltungsmusiker
- Mouhamadou Fall (* 1992), französischer Leichtathlet
- Presnel Kimpembe (* 1995), französisch-kongolesischer Fußballspieler
- Louis Mafouta (* 1994), zentralafrikanisch-französischer Fußballspieler
- Michaël Murcy (* 1979), französischer Fußballspieler
- Timothée Pembélé (* 2002), französischer Fußballspieler